# جووانی روسینولی
جووانی روسینولی (ایتالیایی: Giovanni Rossignoli; ۳ دسامبر ۱۸۸۲ – ۲۷ ژوئن ۱۹۵۴) دوچرخه‌سوار اهل ایتالیا بود.

## باشگاهی
از باشگاه‌هایی که در آن رکاب زده‌است می‌توان به تیم دوچرخه‌سواری لنیانو اشاره کرد.